# Nakagin Capsule Tower
Nakagin Capsule Tower (japanska: 中銀カプセルタワー, Nakagin Kapuseru Tawā?) var ett japanskt höghus på 13 våningar i Tokyo-stadsdelen Shimbashi. Huset, färdigställt 1972 och formgivet av arkitekten Kisho Kurokawa, inrymde både kontor och bostäder. Bostäderna/kontoren var inrymda i små "kapslar", och huset var det första i sitt slag.

## Historik och beskrivning
Nakagin Capsule Tower var den första färdigställda byggnaden av typen "kapselarkitektur" som också var byggd för faktisk användning. Kurokawa utvecklade en teknik för att fästa kapslarna med endast fyra bultar mot betongstommen och samtidigt kunna göra dem utbytbara. Kapseln, med måtten 2,3 × 3,8 × 2,1 meter, planerades för att antingen fungera som ett kontor eller bostad för en person. Genom att koppla samman flera kapslar skulle även en familj kunna få plats. Varje kapsel är fullt utrustad med allt från möbler till hemelektronik. Kapslarna tillverkades på fabrik och lyftes sedan på plats med hjälp av lyftkran.
Endast en viss andel av kapslarna används idag. Planerna på rivning av det trångbodda bostads- och kontorskomplexet har än så länge skjutits på framtiden, delvis på grund av höga rivningskostnader. Nakagin Capsule Tower ses också som en av den moderna arkitekturens stora ikoner, och planer på att byta ut kapslarna mot nya har också framlagts. Sedan 1996 har byggnaden varit kandidat till att bli ett av Japans världsarv.
Efter åratals förhandlingar om bevarande av kapslarna, har i mars 2022 de sista hyresgästerna flyttat ut, och rivningen startade den 12 april 2022.

## I populärkulturen
Nakagin-huset figurerar i den franska serieromanen Den mörka sidan. I serien ska det inrymma det kapselhotell som huvudpersonen Satoshi bor på under veckorna. Verklighetens Nakagin-kapslar är dock betydligt större än kapslarna i ett sådant hotell, om än avsevärt mindre än många "normala" enrumslägenheter.

## Bildgalleri

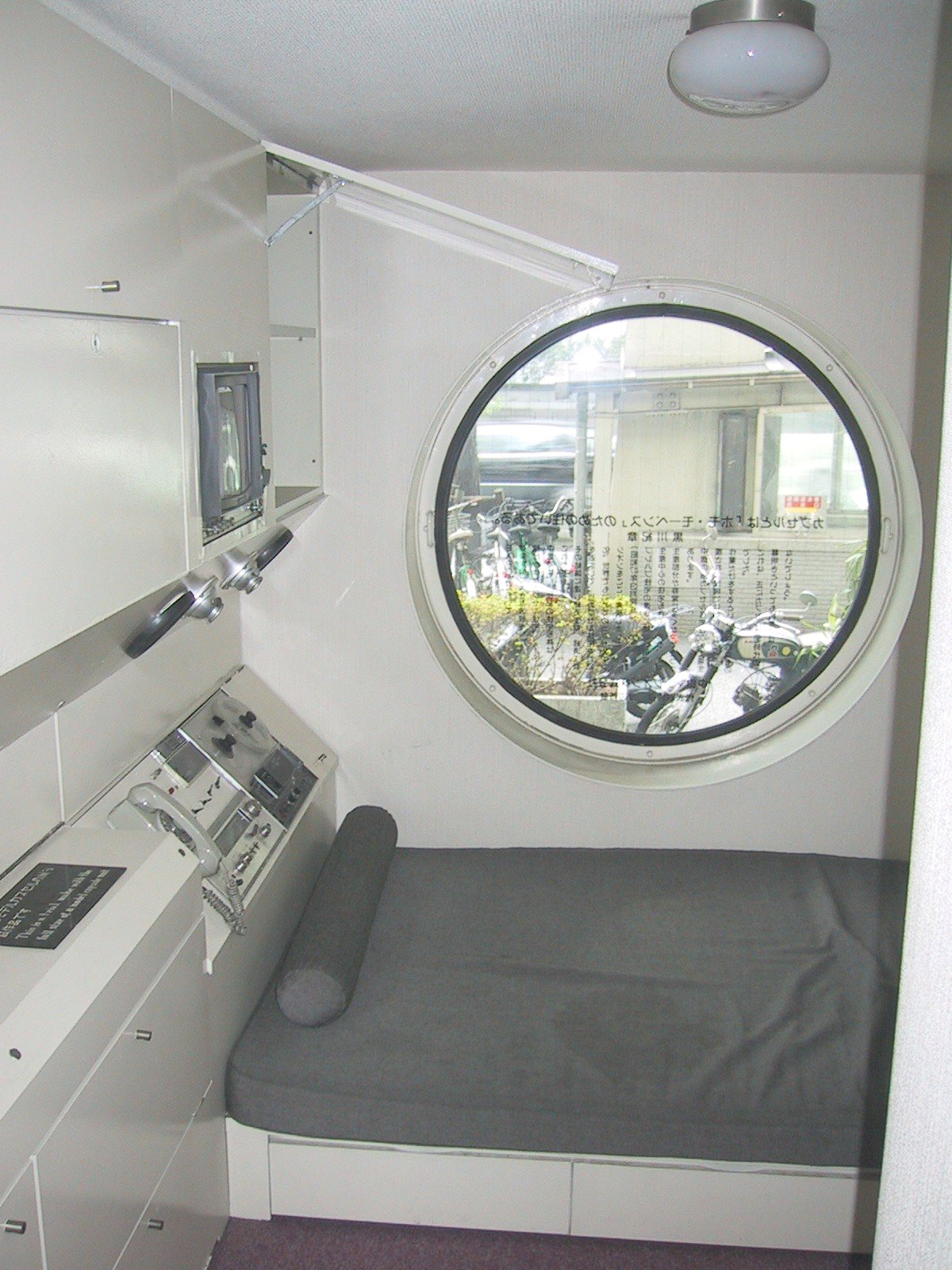
Inblick i en av Nakagin-husets kapslar.
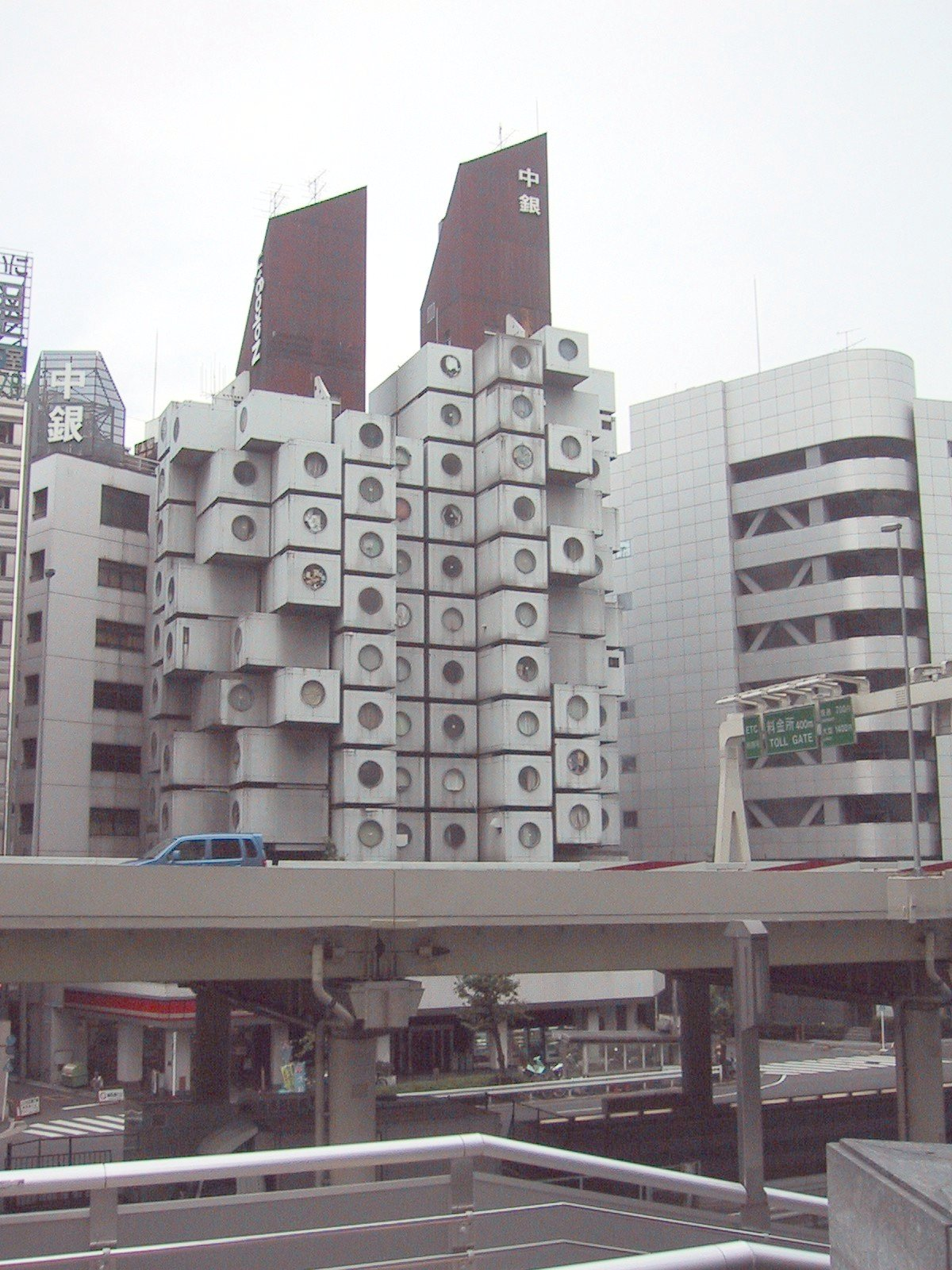
Nakagin Capsule Tower med omgivande arkitektur.
- Film över huset.